# Los nibelungos
Se llama en conjunto Los nibelungos  (Die Nibelungen) a dos películas dirigidas por Fritz Lang en 1924. La serie se divide en Los nibelungos: la muerte de Sigfrido (Die Nibelungen: Siegfried) y Los nibelungos: la venganza de Krimilda (Die Nibelungen: Kriemhilds Rache). Ambas fueron escritas por Lang y su esposa Thea von Harbou.
Estas obras están inspiradas en el Cantar de los nibelungos, y probablemente también en la trilogía de Friedrich Hebbel Los nibelungos, que ahonda en el cantar.
Esta película es una adaptación de una serie de leyendas alemanas sobre unas criaturas que habitan la niebla llamadas nibelungos. Cuenta la historia del príncipe Sigfrido, que después de haber forjado una formidable espada y convertirse en un herrero excelente debe volver al castillo de su padre. Luego conoce la historia de la hermosa princesa Krimilda y decide abandonar de nuevo el castillo de su padre para salvarla.

## Los actores
| Actor                       | Papel                                                                   |
| --------------------------- | ----------------------------------------------------------------------- |
| Paul Richter                | Rey Siegfried de Xanten                                                 |
| Margarete Schön             | Kriemhild de Borgoña                                                    |
| Hanna Ralph                 | Reina Brunhild de Isenland                                              |
| Hans Adalbert von Schlettow | Hagen de Tronje                                                         |
| Bernhard Goetzke            | Volker de Alzey                                                         |
| Theodor Loos                | Rey Gunter de Borgoña                                                   |
| Rudolf Klein-Rogge          | Rey Etzel                                                               |
| Rudolf Rittner              | Margrave Rüdiger de Bechlarn                                            |
| Georg August Koch           | Hildebrandt                                                             |
| Georg John                  | Mime el herrero / Alberich el nibelungo / Blaodel (el hermano de Etzel) |
| Gertrud Arnold              | Reina Ute de Borgoña                                                    |
| Hans Carl Müller            | Gerenot de Borgoña                                                      |
| Erwin Biswanger             | Giselher de Borgoña                                                     |
| Fritz Alberti               | Dietrich de Bern                                                        |
| Annie Röttgen               | Dietlind de Bechlarn                                                    |